# Gillian Russell
Gillian Russell, född den 28 september 1973, är en jamaicansk före detta friidrottare som tävlade i häcklöpning.
Russell vann som junior fyra guld vid två junior-VM (1990 och 1992). Vid båda mästerskapen vann hon gulden i den korta häcken 100 meter häck, och som en del av jamaicanska stafettlag över 4 x 100 meter. 
Som senior är hennes främsta merit silvret på 60 meter häck vid inomhus-VM 1997. Hon vann även guld på 100 meter häck vid Samväldesspelen 1998. Hon ingick även i stafettlaget på 4 x 100 meter som blev bronsmedaljörer vid Olympiska sommarspelen 1996. Även om hon bara sprang i försöken fick hon ändå en medalj.

## Personliga rekord
- 60 meter häck - 7,84
- 100 meter häck - 12,66